# 細川絢加
細川 絢加（ほそかわ あやか、1994年12月30日 - ）は、日本の元女子バレーボール選手。

## 来歴
岩手県盛岡市出身。小学生からバレーボールを始める。高校は盛岡女子高校（現盛岡誠桜高校）に進学。3年次には主将としてチームを牽引し、春高バレー（ベスト16）やインターハイで活躍した。
2013年1月、Vチャレンジリーグ（当時）の日立リヴァーレの内定選手となった。翌月に海外派遣優秀選手賞を受賞し、高校代表としてタイ遠征に参加した。
同年度の全日本ジュニア代表に選出され、6月ブルノで開催された第17回世界ジュニア選手権に出場。正セッターとして、28年ぶりとなるチーム準優勝に大きく貢献した。将来は「全日本入りし、オリンピックでメダルを獲りたい」と語っている。
2015年6月、日立を退団し、2016年8月にトヨタ車体クインシーズに移籍した。2017年6月にトヨタ車体を退部。

## 所属チーム
- 市立厨川中学
- 盛岡女子高校
- 日立リヴァーレ（2013-2015年）
- トヨタ車体クインシーズ（2016-2017年）

## 球歴
- 全日本ジュニア代表 - 2013年

## 個人成績
Vプレミアリーグレギュラーラウンドにおける個人成績は下記の通り。
| シーズン | 所属       | 出場 | 出場   | アタック | アタック | アタック | アタック | ブロック | ブロック | サーブ | サーブ | サーブ | サーブ | レセプション | レセプション | 総得点 | 備考 |
| -------- | ---------- | ---- | ------ | -------- | -------- | -------- | -------- | -------- | -------- | ------ | ------ | ------ | ------ | ------------ | ------------ | ------ | ---- |
| シーズン | 所属       | 試合 | セット | 打数     | 得点     | 決定率   | 効果率   | 決定     | /set     | 打数   | エース | 得点率 | 効果率 | 受数         | 成功率       | 総得点 | 備考 |
| 2013/14  | 日立       | 23   | 1      | 0        | 0        | 0.0%     | %        | 0        | 0.00     | 0      | 0      | %      | 0.0%   | 0            | 0.0%         | 0      |      |
| 2014/15  | 日立       | 21   | 30     | 8        | 7        | 87.5%    | %        | 0        | 0.00     | 20     | 0      | %      | 6.3%   | 2            | 0.0%         | 7      |      |
| 2016/17  | トヨタ車体 | 21   | 13     | 2        | 1        | 50.0%    | %        | 1        | 0.08     | 14     | 2      | %      | 23.9%  | 0            | 0.0%         | 4      |      |